# Me Gustas Tu (bài hát của GFriend)
"Me Gustas Tu" (tiếng Hàn: 오늘부터 우리는; Romaja: Oneulbuteo Urineun; dịch nghĩa đen: "From Today We Are") là một bài hát của nhóm nhạc nữ Hàn Quốc GFriend trong mini album thứ hai của nhóm, Flower Bud (2015). Bài hát được phát hành vào ngày 23 tháng 7 năm 2015, thông qua Source Music. "Me Gustas Tu" thường được mệnh danh là bài hát quốc ca của Hàn Quốc năm 2015 do tác động của nó đến làn sóng Hallyu và phá vỡ rào cản chống lại sự căng thẳng giữa những người Bắc Triều Tiên thông qua âm nhạc, bài hát được coi là bản hit đột phá của GFriend, nó cũng đã trở thành bài hát tiếng Nhật đầu tiên của nhóm và sau đó được phát hành dưới dạng bài hát chủ đề trong album tổng hợp Kyō Kara Watashitachi wa: GFriend 1st Best.
GFriend đã quảng bá album với nhiều các buổi biểu diễn trực tiếp trên các chương trình âm nhạc của Hàn Quốc. "Me Gustas Tu" được chú ý nhờ vũ đạo mạnh mẽ, khác thường với một nhóm nhạc nữ có hình tượng "ngây thơ". Một video do người hâm mộ quay lại cảnh nhóm biểu diễn bài hát trên một sân khấu trơn trượt đã lan truyền vào tháng 9 năm 2015, giúp thúc đẩy sự nổi tiếng của nhóm. Bài hát đạt vị trí số 8 trên Gaon Digital Chart với 100 triệu lượt phát trực tuyến và đã thu được hơn 2 triệu lượt tải tại Hàn Quốc.

## Sáng tác
Bài hát được viết và sản xuất bởi Iggy và Youngbae, những người trước đây đã từng sản xuất bài hát đầu tay của nhóm.

## Phát hành và quảng bá
Vào ngày 13 tháng 7 năm 2015, Source Music thông báo phát hành mini album thứ hai của GFriend, Flower Bud. Album được phát hành dưới dạng kỹ thuật số vào ngày 23 tháng 7 và được phát hành ở định dạng CD vào ngày 27 tháng 7. Video âm nhạc cho single chính "Me Gustas Tu" được sản xuất bởi Zanybros và được đạo diễn bởi Hong Won-ki. Một trong những bối cảnh là một khu rừng "đẹp như mơ" với các thành viên mặc váy ren trắng và áo len. "Me Gustas Tu" là bài hát thứ hai trong chuỗi album "khái niệm học đường" của nhóm và đại diện cho một chuyến đi trong kỳ nghỉ hè. Hình tượng "trong sáng" của nhóm được bổ sung bằng vũ đạo mạnh mẽ, một điều hiếm khi xảy ra đối với các nhóm nhạc nữ có concept "ngây thơ". Vũ đạo được tạo ra bởi Park Jun-hee. Nhóm đã mất 3 tháng để hoàn thiện những động tác khó.
GFriend đã quảng bá album với buổi biểu diễn của "Me Gustas Tu" trên các chương trình âm nhạc khác nhau, bắt đầu với M Countdown vào ngày 23 tháng 7. Vào ngày 5 tháng 9, nhóm đã biểu diễn bài hát tại một sự kiện của SBS Radio ở Inje, tỉnh Gangwon. Do sàn sân khấu ướt bị do mưa, Yuju đã trượt chân ngã 5 lần trong khi biểu diễn, SinB ngã 1 lần. Một người hâm mộ đã đăng tải một đoạn video về buổi biểu diễn trên YouTube, video này sau đó đã được lan truyền nhanh chóng, thúc đẩy sự nổi tiếng của nhóm. Thời gian quảng bá cho album kết thúc vào ngày hôm sau, với buổi biểu diễn của "Glass Bead" và "Me Gustas Tu" trên Inkigayo.
Vào tháng 1 năm 2016, "Me Gustas Tu" là một trong những bài hát được phát qua loa trên khắp khu phi quân sự Triều Tiên, thông qua chương trình tuyên truyền chống Bình Nhưỡng của Hàn Quốc, Voice of Freedom. Chương trình được phát sóng như một sự phản ứng trước vụ thử bom hạt nhân của Triều Tiên.

## Phiên bản tiếng Nhật
Vào tháng 2 năm 2018, GFriend đã ký hợp đồng với King Records. Vào cuối tháng 5, nhóm đã đến Nhật Bản để quảng bá cho album tổng hợp GFriend 1st Best được phát hành vào ngày 23 tháng 5. Album bao gồm mười hai bài hát, bao gồm cả phiên bản tiếng Hàn và tiếng Nhật của "Me Gustas Tu".
Video âm nhạc đầy đủ của phiên bản tiếng Nhật của "Me Gustas Tu" đã được phát hành vào ngày 6 tháng 5.

## Tác động thương mại
Bài hát ra mắt ở vị trí số 27 trên Gaon Digital Chart, trên bảng xếp hạng từ ngày 19 đến 25 tháng 7 năm 2015, với 66,912 lượt tải và 1,014,574 lượt phát trực tuyến. Trong tuần thứ hai, bài hát đã tăng lên vị trí số 15. Trong tuần thứ tám, bài hát đạt vị trí số 8, trụ hạng hai tuần liên tiếp, đánh dấu đĩa đơn top 10 đầu tiên của nhóm tại Hàn Quốc..
Bài hát được xếp ở vị trí số 59 trên bảng xếp hạng, trong tháng 7 năm 2015, với 137,376 lượt tải và 3,061,299 lượt phát trực tuyến. Trong tháng 8, bài hát đã tăng lên vị trí số 23, với 230,905 lượt tải và 9,734,931 lượt phát trực tuyến, và đạt vị trí cao nhất ở vị trí số 13 vào tháng 9, với 233,310 lượt tải và 13,117,951 lượt phát trực tuyến.
Bài hát đã lọt vào bảng xếp hạng cuối năm, như bài hát bán chạy thứ 38 trong năm 2015, bán được 1,013,776 lượt tải và tích lũy 50,169,974 lượt phát trực tuyến. Đây cũng là bài hát bán chạy thứ 27 trong năm 2016, bán 1,150,274 lượt tải và tích lũy 66,037,226 lượt phát trực tuyến.

## Video âm nhạc
Một video âm nhạc cho bài hát đã được phát hành đầu tiên trên MBC Music vào ngày 20 tháng 7 năm 2015 (được đánh giá là "phù hợp với mọi lứa tuổi") và được tải lên 3 ngày sau đó trên kênh YouTube của nhóm và nhà phân phối Genie Music của đĩa đơn. Video âm nhạc được đạo diễn bởi Hong Won-ki từ Zanybros, với sự tham gia của nhóm trong bối cảnh ngoài trời, xen kẽ với các phân cảnh vũ đạo trên một cánh đồng.
Do sự thay đổi nhà phân phối âm nhạc từ Genie Music (trước đây là KT Music) sang Kakao M (trước đây là LOEN Entertainment), video âm nhạc đã được đăng tải lại trên kênh YouTube của dịch vụ 1theK sau này vào ngày 2 tháng 11 năm 2017. Đổi lại, Genie Music đã xóa video âm nhạc khỏi tài khoản của chính nó.

## Giải thưởng

### Danh sách cuối năm/thập kỷ 2016
| Phê bình/Xuất bản | Danh sách                                                                       | Vị trí | Nguồn  |
| ----------------- | ------------------------------------------------------------------------------- | ------ | ------ |
| Melon             | 100 bài hát hàng đầu thập kỷ của bảng xếp hạng Melon                            | 59     | [ 46 ] |
| Spotify           | Xuất sắc nhất năm 2016: Danh sách phát K-pop                                    |        | [ 47 ] |
| Kim Young-dae     | Bài hát thần tượng K-pop xuất sắc nhất năm 2007-2017: Lựa chọn của nhà phê bình |        | [ 48 ] |

### Giải thưởng cuối năm
| Năm  | Giải thưởng                    | Hạng mục                         | Kết quả   | Nguồn         |
| ---- | ------------------------------ | -------------------------------- | --------- | ------------- |
| 2015 | Naver Music Awards             | Nữ nghệ sĩ được yêu thích nhất   | Đoạt giải | [ 49 ] [ 50 ] |
| 2016 | Naver Music Awards             | 10 thể loại hàng đầu (vũ đạo)    | Đoạt giải | [ 49 ] [ 50 ] |
| 2015 | Show Champion Year-End Special | Xuất hiện nhiều nhất             | Đoạt giải | [ 51 ]        |
| 2016 | Weekly Idol Year-End Awards    | Thử thách nhảy tốc độ 2x của năm | Recipient | [ 52 ] [ 53 ] |

## Bảng xếp hạng
| Bảng xếp hạng (2015)          | Vị trí cao nhất |
| ----------------------------- | --------------- |
| Hàn Quốc (Gaon Digital Chart) | 8               |

| Bảng xếp hạng (2015)          | Vị trí cao nhất |
| ----------------------------- | --------------- |
| Hàn Quốc (Gaon Digital Chart) | 38              |

| Bảng xếp hạng (2016)          | Vị trí cao nhất |
| ----------------------------- | --------------- |
| Hàn Quốc (Gaon Digital Chart) | 27              |

## Doanh số

### Bảng xếp hạng lượt tải
| Quốc gia                       | Doanh số   | Nguồn  |
| ------------------------------ | ---------- | ------ |
| Hàn Quốc (Gaon Download Chart) | 2,500,000+ | [ 56 ] |

### Bảng xếp hạng lượt phát
| Quốc gia (2017)                 | Doanh số     | Nguồn  |
| ------------------------------- | ------------ | ------ |
| Hàn Quốc (Gaon Streaming Chart) | 100,000,000+ | [ 57 ] |